# Самый ценный игрок финала НБА

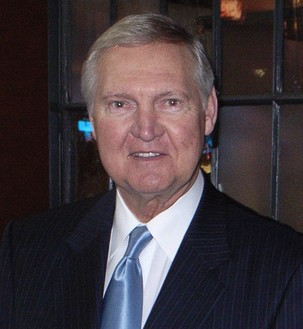
Джерри Уэст, первый обладатель титула, а также единственный представитель команды, проигравшей в финале

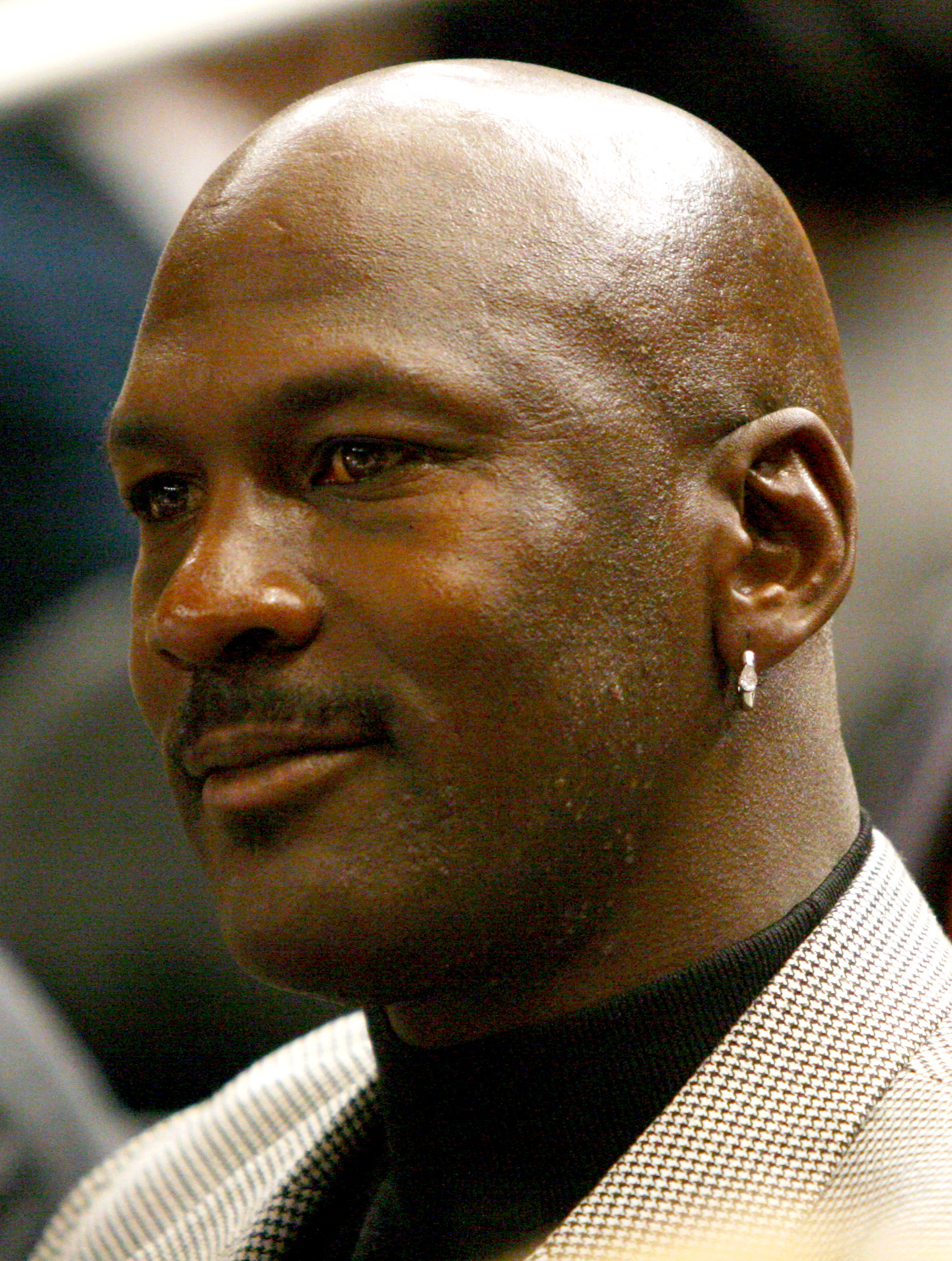
Майкл Джордан, единственный шестикратный обладатель титула

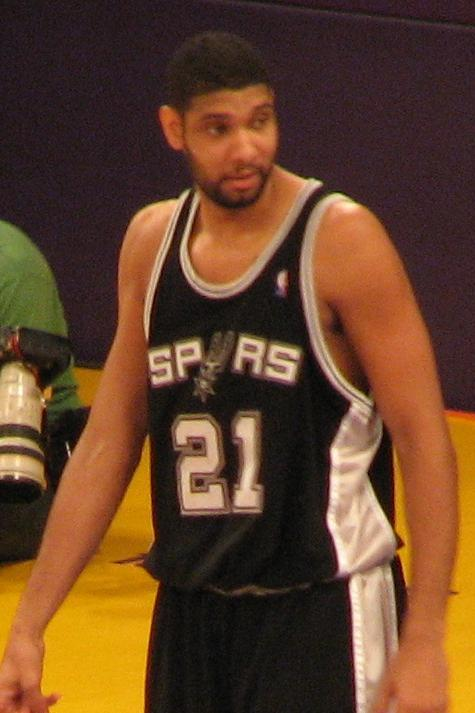
Тим Данкан завоевывал награду трижды

Самый ценный игрок финала НБА (англ. NBA Finals Most Valuable Player Award) — приз самому ценному игроку финальной серии плей-офф НБА. Награда присуждается с 1969 года комитетом из 9 человек, выбирающим лучшего игрока после окончания финальных игр серии плей-офф НБА. Спортсмен, набравший больше всех голосов, выигрывает титул. На сайте ассоциации проходит голосование болельщиков (10 голос). Изначально трофей выглядел также как Кубок Ларри О’Брайена, к финальным играм плей-офф 2005 года кубок уменьшили в размерах. 15 февраля 2009 года, во время звёздного уик-энда, было объявлено, что отныне трофей будет носить имя легендарного центрового «Бостон Селтикс» Билла Расселла. Впервые под новым названием трофей был вручён в сезоне 2008/09. Рассел, в 2009 году отпраздновавший своё семидесятипятилетие, провёл в ассоциации 13 сезонов и является единственным в истории НБА 11-кратным чемпионом ассоциации. Кроме того, на счету Рассела 5 призов самого ценного игрока регулярного чемпионата.
Больше всех титулов самого ценного игрока финала выигрывал Майкл Джордан («Чикаго Буллз») — шесть (с 1991 по 1993 и с 1996 по 1998). Леброн Джеймс награждался 4 раза за свою карьеру. Мэджик Джонсон, Шакил О'Нил и Тим Данкан награждались этим призом по три раза за карьеру. Уиллис Рид, Карим Абдул-Джаббар, Ларри Бёрд, Хаким Оладжьювон, Коби Брайант и Кевин Дюрант выигрывали приз по два раза. Первым награждённым титулом самого ценного игрока финала НБА стал Джерри Уэст, хотя он играл за команду, проигравшую в финале. Приз доставался семи игрокам, родившимся за пределами США: Хакиму Оладжьювону (Нигерия), Тиму Данкану (Американские Виргинские острова), Тони Паркеру (Франция), Дирку Новицки (Германия), Яннису Адетокунбо (Греция), Николе Йокичу (Сербия) и Шею Гилджесу-Александеру (Канада).

## Обладатели приза
|             | Отмечены игроки, выступающие в НБА по сей день                    |
|             | Избраны в Зал славы баскетбола                                    |
|             | Команда игрока проиграла Финал НБА                                |
| Игрок (X)   | Количество титулов MVP финала НБА                                 |
| Команда (Х) | Количество раз игрок из этой команды получил титул MVP финала НБА |

| Сезон | Игрок                   | Позиция           | Гражданство                 | Команда                   |
| ----- | ----------------------- | ----------------- | --------------------------- | ------------------------- |
| 1969  | Джерри Уэст [a]         | защитник          | США                         | Лос-Анджелес Лейкерс      |
| 1970  | Уиллис Рид              | центровой/форвард | США                         | Нью-Йорк Никс             |
| 1971  | Карим Абдул-Джаббар     | Центровой         | США                         | Милуоки Бакс              |
| 1972  | Уилт Чемберлен          | Центровой         | США                         | Лос-Анджелес Лейкерс (2)  |
| 1973  | Уиллис Рид (2)          | центровой/форвард | США                         | Нью-Йорк Никс (2)         |
| 1974  | Джон Хавличек           | форвард/защитник  | США                         | Бостон Селтикс            |
| 1975  | Рик Бэрри               | форвард           | США                         | Голден Стэйт Уорриорз     |
| 1976  | Джо Джо Уайт            | защитник          | США                         | Бостон Селтикс (2)        |
| 1977  | Билл Уолтон             | Центровой         | США                         | Портленд Трэйл Блэйзерс   |
| 1978  | Уэс Анселд              | центровой/форвард | США                         | Вашингтон Буллетс         |
| 1979  | Деннис Джонсон          | защитник          | США                         | Сиэтл Суперсоникс         |
| 1980  | Мэджик Джонсон          | защитник          | США                         | Лос-Анджелес Лейкерс (3)  |
| 1981  | Седрик Максвелл         | форвард           | США                         | Бостон Селтикс (3)        |
| 1982  | Мэджик Джонсон (2)      | защитник          | США                         | Лос-Анджелес Лейкерс (4)  |
| 1983  | Мозес Мелоун            | центровой/форвард | США                         | Филадельфия 76            |
| 1984  | Ларри Бёрд              | форвард           | США                         | Бостон Селтикс (4)        |
| 1985  | Карим Абдул-Джаббар (2) | Центровой         | США                         | Лос-Анджелес Лейкерс (5)  |
| 1986  | Ларри Бёрд (2)          | форвард           | США                         | Бостон Селтикс (5)        |
| 1987  | Мэджик Джонсон (3)      | защитник          | США                         | Лос-Анджелес Лейкерс (6)  |
| 1988  | Джеймс Уорти            | форвард           | США                         | Лос-Анджелес Лейкерс (7)  |
| 1989  | Джо Думарс              | защитник          | США                         | Детройт Пистонс           |
| 1990  | Айзея Томас             | защитник          | США                         | Детройт Пистонс (2)       |
| 1991  | Майкл Джордан           | защитник          | США                         | Чикаго Буллз              |
| 1992  | Майкл Джордан (2)       | защитник          | США                         | Чикаго Буллз (2)          |
| 1993  | Майкл Джордан (3)       | защитник          | США                         | Чикаго Буллз (3)          |
| 1994  | Хаким Оладжьювон        | Центровой         | Нигерия / США[b]            | Хьюстон Рокетс            |
| 1995  | Хаким Оладжьювон (2)    | Центровой         | Нигерия / США[b]            | Хьюстон Рокетс (2)        |
| 1996  | Майкл Джордан (4)       | защитник          | США                         | Чикаго Буллз (4)          |
| 1997  | Майкл Джордан (5)       | защитник          | США                         | Чикаго Буллз (5)          |
| 1998  | Майкл Джордан (6)       | защитник          | США                         | Чикаго Буллз (6)          |
| 1999  | Тим Данкан              | центровой/форвард | Виргинские Острова (США)[c] | Сан-Антонио Спёрс         |
| 2000  | Шакил О'Нил             | Центровой         | США                         | Лос-Анджелес Лейкерс (8)  |
| 2001  | Шакил О'Нил (2)         | Центровой         | США                         | Лос-Анджелес Лейкерс (9)  |
| 2002  | Шакил О'Нил (3)         | Центровой         | США                         | Лос-Анджелес Лейкерс (10) |
| 2003  | Тим Данкан (2)          | центровой/форвард | Виргинские Острова (США)[c] | Сан-Антонио Спёрс (2)     |
| 2004  | Чонси Биллапс           | защитник          | США                         | Детройт Пистонс (3)       |
| 2005  | Тим Данкан (3)          | центровой/форвард | Виргинские Острова (США)[c] | Сан-Антонио Спёрс (3)     |
| 2006  | Дуэйн Уэйд              | защитник          | США                         | Майами Хит                |
| 2007  | Тони Паркер             | защитник          | Франция                     | Сан-Антонио Спёрс (4)     |
| 2008  | Пол Пирс                | форвард           | США                         | Бостон Селтикс (6)        |
| 2009  | Коби Брайант            | защитник          | США                         | Лос-Анджелес Лейкерс (11) |
| 2010  | Коби Брайант (2)        | защитник          | США                         | Лос-Анджелес Лейкерс (12) |
| 2011  | Дирк Новицки            | форвард           | Германия                    | Даллас Маверикс           |
| 2012  | Леброн Джеймс           | форвард           | США                         | Майами Хит (2)            |
| 2013  | Леброн Джеймс (2)       | форвард           | США                         | Майами Хит (3)            |
| 2014  | Кавай Леонард           | форвард           | США                         | Сан-Антонио Спёрс (5)     |
| 2015  | Андре Игудала           | форвард           | США                         | Голден Стэйт Уорриорз (2) |
| 2016  | Леброн Джеймс (3)       | форвард           | США                         | Кливленд Кавальерс        |
| 2017  | Кевин Дюрант            | форвард           | США                         | Голден Стэйт Уорриорз (3) |
| 2018  | Кевин Дюрант (2)        | форвард           | США                         | Голден Стэйт Уорриорз (4) |
| 2019  | Кавай Леонард (2)       | форвард           | США                         | Торонто Рэпторс           |
| 2020  | Леброн Джеймс (4)       | форвард           | США                         | Лос-Анджелес Лейкерс (13) |
| 2021  | Яннис Адетокунбо        | форвард           | Греция                      | Милуоки Бакс (2)          |
| 2022  | Стефен Карри            | защитник          | США                         | Голден Стэйт Уорриорз (5) |
| 2023  | Никола Йокич            | центровой         | Сербия                      | Денвер Наггетс (1)        |
| 2024  | Джейлен Браун           | защитник          | США                         | Бостон Селтикс (7)        |
| 2025  | Шей Гилджес-Александер  | защитник          | Канада                      | Оклахома-Сити Тандер      |

## Комментарии
- a  Джерри Уэст — единственный обладатель трофея, представитель команды, проигравшей в финале НБА.
- b  Хаким Оладжьювон родился в Нигерии, натурализован США в 1993 году[8].
- c  По рождению Тим Данкан гражданин США, как и все граждане Виргинских островов[9], он смог играть за США на международных турнирах[10].